# Старозінів
Старозі́нів (Старозинів) — колишнє село в Україні, Сумській області, Білопільському районі.
Було підпорядковане Бобрицькій сільській раді. Станом на 1988 рік у селі проживало 50 людей.
Старозінів знаходилося за 1,5 км від лівого берега річки Бобрик, за 1 км — село Біликівка.
Зняте з обліку 2007 року.

## Постаті
- Положій Віктор Іванович (1949-2004) — письменник-фантаст.